# Königliches Institut für Tamazight-Kultur
Das Königliche Institut für Tamazight-Kultur (französisch Institut royal de la culture amazighe (IRCAM); marokkanisches Tamazight ⴰⵙⵉⵏⴰⴳ ⴰⴳⵍⴷⴰⵏ ⵏ ⵜⵓⵙⵙⵏⴰ ⵜⴰⵎⴰⵣⵉⵖⵜ Asinag Ageldan n Tussna Tamazight (SGSM); arabisch المعهد الملكي للثقافة الأمازيغية, DMG al-Maʿhad al-Malakī li-ṯ-Ṯaqāfa al-Amāzīġīya) ist ein akademisches Institut der marokkanischen Regierung, das für die Förderung der Berbersprachen und -kultur sowie für die Entwicklung des marokkanischen Tamazight und dessen Unterricht in den öffentlichen Schulen Marokkos zuständig ist.
Das Königliche Institut für Tamazight-Kultur wurde auf königlichen Erlass von König Mohammed VI. am 17. Oktober 2001 gegründet und wird von Tamazight-Gelehrten und -Aktivisten in der marokkanischen Hauptstadt Rabat geleitet. Obwohl das Institut rechtlich und finanziell unabhängig von der Regierung war, waren seine Empfehlungen zur Integration der Berbersprachen in öffentliche Schulen nicht rechtlich verbindlich.
Nach fast 19 Jahren als eigenständige Einrichtung hörte das Königliche Institut für Tamazight-Kultur im Februar 2020 auf, als unabhängige Institution zu agieren und fungiert nun als Abteilung des Nationalen Rats für Tamazight-Sprachen und -Kultur.